# Augusto Rezzonico
Augusto Rezzonico (Saronno, 7 dicembre 1934 – Saronno, 14 marzo 2025) è stato un politico e dirigente d'azienda italiano.

## Biografia
Laureato in medicina a Milano, conseguì nel 1968 la libera docenza in semeiotica medica. Dopo aver esercitato per qualche tempo la professione di medico e di docente di medicina preventiva del lavoro (con al suo attivo anche alcune pubblicazioni scientifiche), si dedicò successivamente alla politica nella Democrazia Cristiana. 
Fu segretario locale della DC a Saronno, nonché segretario provinciale di Varese dal 1983 al 1987, assumendo anche altri incarichi nella direzione regionale lombarda e nel consiglio nazionale; per qualche tempo fu anche cassiere e vice-segretario amministrativo del partito. Dal punto di vista ideologico fu vicino alle posizioni di Ciriaco De Mita.
Sindaco della città di Saronno dal 1964 al 1980, dal 1979 al 1988 fu presidente delle Ferrovie Nord Milano. Sotto la sua gestione l'azienda di trasporto, che nel 1983 aveva un disavanzo di oltre 27 miliardi di lire, tornò in utile (anche grazie ai fondi pubblici per mille miliardi concessi nel 1986), avviando vari progetti quali il raddoppio della tratta Saronno-Busto Arsizio sulla Saronno-Novara e la costruzione della ferrovia Busto Arsizio-Malpensa Aeroporto. Sempre a Rezzonico si deve la diversificazione delle attività delle FNM, che vennero trasformate in una holding attiva anche nel mercato immobiliare, nel trasporto aereo e nella navigazione lacustre; il gruppo acquisì inoltre il 5% delle azioni della Montedison. Tra il 1982 e il 1992 il titolo FNM si rivalutò di 600 volte sui listini della Borsa di Milano.
Eletto al Senato della Repubblica per la DC nel 1987, si ricandidò nel 1992, senza riuscire a confermare il suo seggio a Palazzo Madama.
Coinvolto nello scandalo di Mani pulite, venne arrestato il 7 maggio 1992 con l'accusa di aver intascato tangenti legate alla fornitura di materiale rotabile durante il suo mandato da presidente delle Ferrovie Nord; successivamente rilasciato nel mese di maggio, tornò in carcere ad agosto dello stesso anno, allorché venne incriminato di concorso in concussione e abuso d'ufficio in relazione a fatti verificatisi nel suo quinquennio di presidenza della segreteria varesina della Democrazia Cristiana. Interrogato il 15 settembre 1992 dal pubblico ministero Antonio Di Pietro, Rezzonico testimoniò tra l'altro l'esistenza di un accordo tra DC, PSI e Fininvest, per cui la holding di Silvio Berlusconi nel febbraio 1992 fu beneficiaria di un emendamento nella legge istitutiva del nuovo codice della strada, che le avrebbe aggiudicato l'appalto per la costruzione di un sistema di segnalazione elettronico per le autostrade, con ricavi per 1.100 miliardi di lire. In cambio Fininvest avrebbe rinnovato le contribuzioni a favore dei democristiani.
Nel 1994 patteggiò una condanna a 16 mesi di reclusione e un miliardo di lire di risarcimento per le tangenti alle FNM, mentre nel 2002 venne condannato a cinque anni per i reati commessi da segretario varesino della DC.